# Оушан Вју (Делавер)
Оушан Вју (енгл. Ocean View) град је у Округу Сасекс у америчкој савезној држави Делавер. По попису становништва из 2010. у њему је живело 1.882 становника

## Демографија
| Група             | 2000.       | 2010.         |
| Белци             | 972 (96,6%) | 1.782 (94,7%) |
| Афроамериканци    | 11 (1,1%)   | 16 (0,9%)     |
| Азијати           | 5 (0,5%)    | 24 (1,3%)     |
| Хиспаноамериканци | 12 (1,2%)   | 51 (2,7%)     |
| Укупно            | 1.006       | 1.882         |